# Цакадзе, Коба Варденович
Ко́ба Варденови́ч Цака́дзе (Цакадзе, груз. კობა ვარდენის ძე წაქაძე, род. 19 августа 1934, Бакуриани) — советский прыгун с трамплина. Участник четырёх Олимпийских игр, победитель этапов Турне четырёх трамплинов. Заслуженный мастер спорта СССР (1966).

## Биография
Коба Цакадзе впервые выступил на международных стартах в рамках Турне четырёх трамплинов 1955/56 годов. На немецких этапах Турне он не попал в десятку лучших, зато на этапе в Инсбруке одержал победу и стал вторым в Бишофсхофене.
Через месяц Цакадзе выступил на Олимпиаде в Кортине, где занял в единственном виде программы тридцатое место. Через четыре года попал на Олимпиаде в десятку, став девятым.
В конце 1960 года одержал вторую победу в рамках Турне четырёх трамплинов, победив на этапе в Гармише. В общем зачёте Турне Цакадзе занял четвёртое место, которое стало для него лучшим в карьере.
На чемпионате мира 1962 года в польском Закопане показал пятый результат, на чемпионате мира 1966 года в Осло был шестым.
На Олимпиаде 1964 года в Инсбруке выступил только на большом трамплине, где занял 27 место. В Саппоро выступил в двух видах программы, показав на нормальном трамплине девятый результат.
Завершил спортивную карьеру в 1972 году.
Сын Кобы Цакадзе Кахабер пошёл по стопам отца и стал прыгуном. В составе сборной Грузии участвовал в трёх Олимпиадах (1994—2002).

## Выступления на Олимпиадах
| Игры            | Дисциплина          | Место |
| --------------- | ------------------- | ----- |
| Кортина-1956    | Нормальный трамплин | 30    |
| Скво-Велли-1960 | Нормальный трамплин | 9     |
| Инсбрук-1964    | Большой трамплин    | 27    |
| Саппоро-1972    | Нормальный трамплин | 9     |
| Саппоро-1972    | Большой трамплин    | 35    |